# Canton de Brinon-sur-Beuvron
Le canton de Brinon-sur-Beuvron est une ancienne division administrative française située dans le département de la Nièvre en région Bourgogne-Franche-Comté.

## Géographie
Organisé autour de Brinon-sur-Beuvron, il est l'un des six cantons de l'arrondissement de Clamecy. Son altitude varie de 174 m (Challement) à 393 m (Asnan) pour une altitude moyenne de 268 m.

## Histoire
En 2008, les communes des cantons de Clamecy et de Brinon sur Beuvron ont perturbé les élections cantonales. Une centaine de maires de la Nièvre et du Sud de l'Yonne ont refusé d'organiser les élections municipales et cantonales pour protester contre la fermeture, au 31 mars 2008, de la maternité de Clamecy. 

Une protestation similaire a eu lieu à Chèvreville dans la Manche.

## Représentation

### Conseillers généraux de 1833 à 2015
| Période | Période      | Identité                                                     | Étiquette         | Qualité |
| ------- | ------------ | ------------------------------------------------------------ | ----------------- | --- |
| 1833    | 1848         | Pierre Louis Charbonneau (1785-1854)                         |                   | Banquier à Clamecy |
| 1848    | 1859         | Louis Pierre Charles Martin de Chanteloup père (1788-1868)   | Conservateur- DVD | Maire de Dompierre-sur-Héry Propriétaire à Guipy, conseiller d'arrondissement                                                                      |
| 1859    | 1895         | Charles Martin de Chanteloup (fils du précédent) (1815-1901) | Conservateur- DVD | Magistrat, conseiller à la Cour Impériale de Bourges Président du Conseil général de la Nièvre de 1871 à 1881 et de 1887 à 1894 Député (1871-1876) |
| 1895    | 1913         | Albert Regnault                                              | Républicain- DVG  | Docteur Maire de Brinon-sur-Beuvron de 1878 à 1923                                                                                                 |
| 1913    | 1923 (décès) | Henri Goguelat                                               | Conservateur- DVD | Propriétaire conseiller municipal à Vitry-Laché de 1904 à 1923                                                                                     |
| 1923    | 1940         | Comte Henri de Jouvencel (1877-1960)                         | URD               | Exploitant agricole à Chanteloup Conseiller référendaire à la Cour des comptes, Guipy                                                              |
|         |              |                                                              |                   | |
| 1945    | 1968 (décès) | Pierre de Jouvencel (1904-1968) (fils du précédent)          | RI                | Conseiller référendaire à la Cour des comptes, Guipy                                                                                               |
| 1968    | 1982         | Charles Gauthé                                               | DVG puis DVD      | Agriculteur - Maire de Guipy |
| 1982    | 1994         | Georges Monsinjon (1924-2020)                                | DVG               | Inspecteur des assurances mutuelles agricoles, premier adjoint au maire de Neuilly puis adjoint au maire de Brinon-sur-Beuvron                     |
| 1994    | 2008         | Gérard Colomines                                             | RPR-RAN puis UMP  | Militaire retraité, Brinon-sur-Beuvron |
| 2008    | 2015         | Émile Vieillard                                              | PS                | Professeur retraité, adjoint au maire de Guipy |

### Conseillers d'arrondissement (de 1833 à 1940)
| Période                                  | Période      | Identité                                      | Étiquette             | Qualité |
| ---------------------------------------- | ------------ | --------------------------------------------- | --------------------- | --- |
| 1833                                     | 1839         | Louis Martin de Chanteloup                    | Conservateur          | Propriétaire à Guipy                                                                                        |
| 1839                                     | 1845         | Jean-Baptiste Louis Duprilot (1791-1884)      |                       | Notaire, poète, maire de Brinon-les-Allemands                                                               |
| 1845                                     | 1848         | M. Martin                                     |                       | Maire de Dompierre-sur-Héry                                                                                 |
|                                          |              |                                               |                       | |
|                                          | 1880         | Philippe-Alban Bourdereau (1823-1895)         |                       | Docteur en médecine à Brinon-sur-Beuvron                                                                    |
| 1880                                     | 1889         | Baron Louis Marie Georges Deschamps de Courgy |                       | Propriétaire rentier à Corvol-d'Embernard                                                                   |
| 1889                                     | 1894 (décès) | Jean Bourdereau (1859-1894)                   | Conservateur          | Docteur en médecine à Brinon-sur-Beuvron                                                                    |
| 1894                                     | 1910         | Jules Gustave Adam                            | Radical               | Propriétaire, maire de Chevannes-Changy                                                                     |
| 1910                                     | 1928         | Joseph Dubois                                 | Libéral               | Notaire, propriétaire à Asnan                                                                               |
| 1928                                     | 1940         | Raoul Soulier                                 | Concorde républicaine | Agriculteur, Maire de Beaulieu                                                                              |
| 1940                                     |              |                                               |                       | Les conseils d'arrondissement ont été suspendus par la loi du 12 octobre 1940 et n'ont jamais été réactivés |
| Les données manquantes sont à compléter. |              |                                               |                       | |

## Composition
Le canton de Brinon-sur-Beuvron groupait 22 communes et comptait 2 406 habitants (population municipale de 2006).
| Communes           | Population (2012) | Code postal | Code Insee |
| ------------------ | ----------------- | ----------- | ---------- |
| Asnan              | 142               | 58420       | 58015      |
| Authiou            | 33                | 58700       | 58018      |
| Beaulieu           | 35                | 58420       | 58026      |
| Beuvron            | 92                | 58210       | 58029      |
| Brinon-sur-Beuvron | 217               | 58420       | 58041      |
| Bussy-la-Pesle     | 48                | 58420       | 58043      |
| Challement         | 60                | 58420       | 58050      |
| Champallement      | 55                | 58420       | 58052      |
| Chazeuil           | 68                | 58700       | 58070      |
| Chevannes-Changy   | 156               | 58420       | 58071      |
| Corvol-d'Embernard | 109               | 58210       | 58084      |
| Dompierre-sur-Héry | 75                | 58420       | 58100      |
| Germenay           | 144               | 58800       | 58123      |
| Grenois            | 114               | 58420       | 58130      |
| Guipy              | 227               | 58420       | 58132      |
| Héry               | 72                | 58800       | 58133      |
| Michaugues         | 66                | 58420       | 58167      |
| Moraches           | 110               | 58420       | 58181      |
| Neuilly            | 139               | 58420       | 58191      |
| Saint-Révérien     | 239               | 58420       | 58266      |
| Taconnay           | 74                | 58420       | 58283      |
| Vitry-Laché        | 131               | 58420       | 58313      |

## Démographie
| 1962  | 1968  | 1975  | 1982  | 1990  | 1999  | 2006  | 2007  | 2008  | 2009 |
| ----- | ----- | ----- | ----- | ----- | ----- | ----- | ----- | ----- | ---- |
| 3 010 | 3 395 | 3 056 | 2 737 | 2 437 | 2 313 | 2 405 | 2 407 | 2 407 | -    |

Histogramme de l'évolution démographique depuis 1962 :

## Galerie

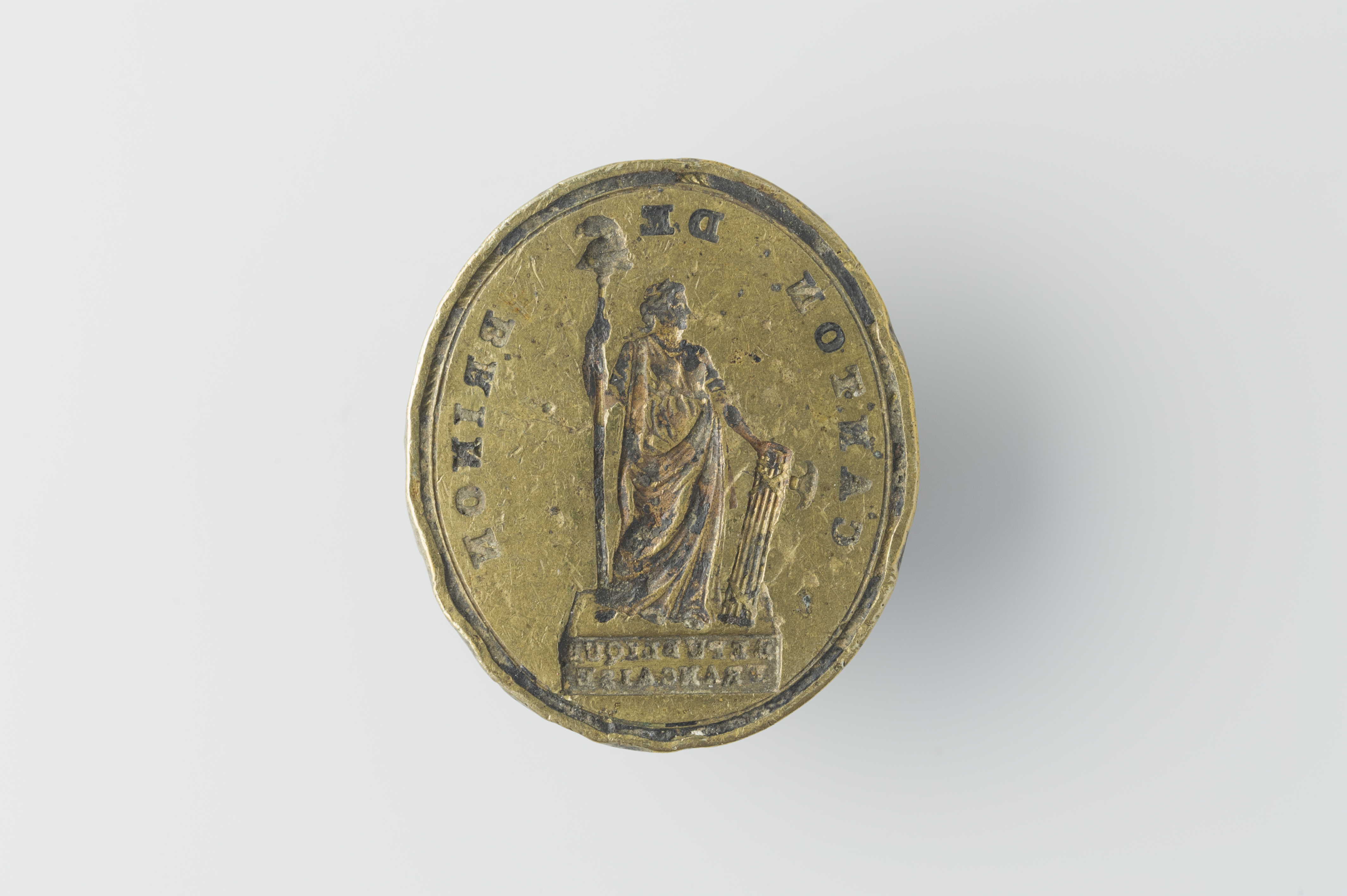
Sceau du CANTON DE BRINON (Première République)